# Ташлинська сільська рада (Альшеєвський район)
Ташли́нська сільська рада (рос. Ташлинский сельский совет) — муніципальне утворення у складі Альшеєвського району Башкортостану, Росія. Адміністративний центр — село Ташли.

## Населення
Населення — 498 осіб (2019, 726 в 2010, 844 в 2002).

## Склад
До складу поселення входять такі населені пункти:
| Населений пункт     | Населення, осіб (2002) | Населення, осіб (2010) |
| ------------------- | ---------------------- | ---------------------- |
| Баязітово, присілок | 100                    | 81                     |
| Ташли, село         | 541                    | 454                    |
| Таштюбе, присілок   | 203                    | 191                    |